# 道の駅天竜相津花桃の里

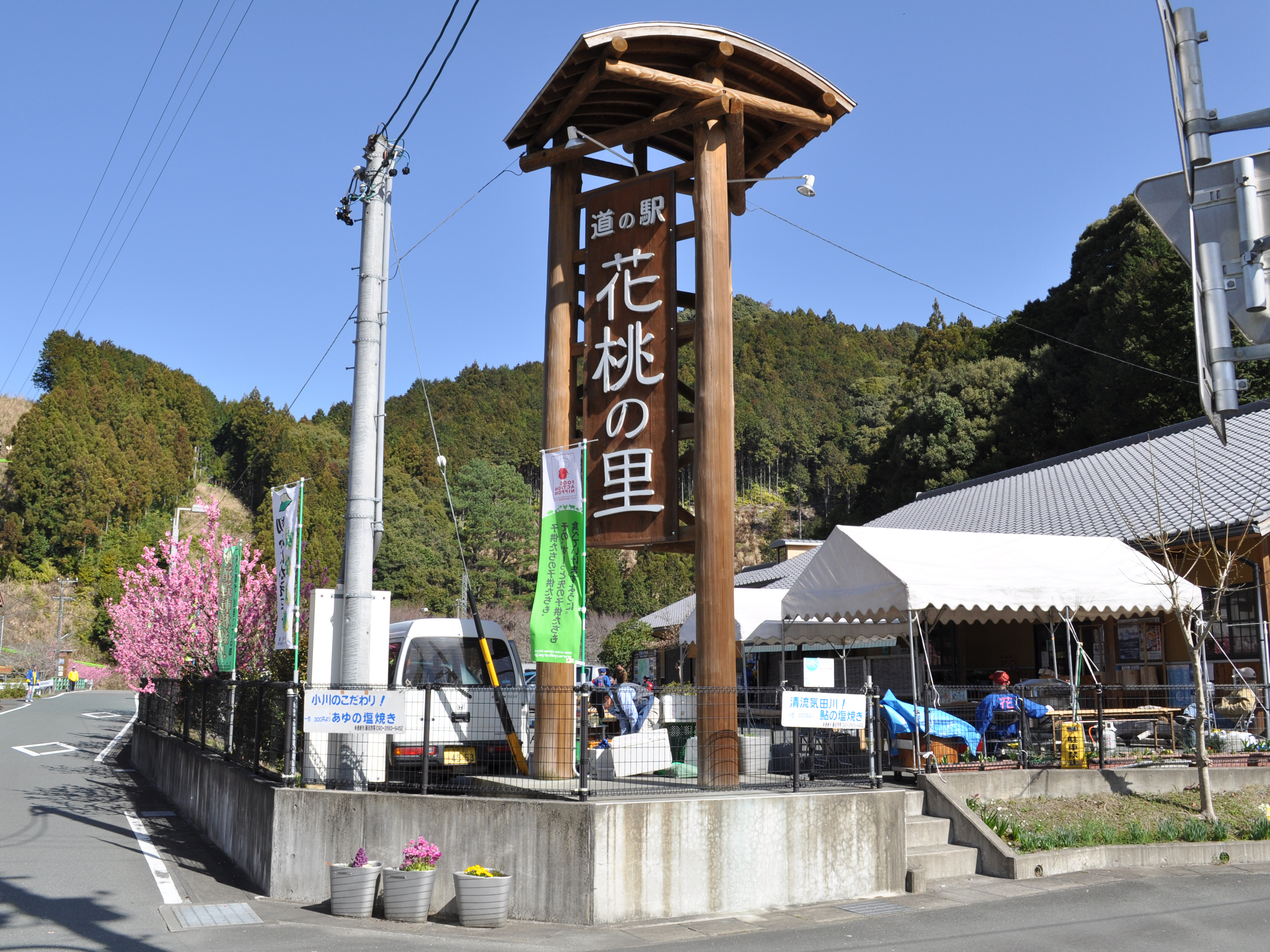
道の駅天竜相津花桃の里
入口の掲示物

道の駅天竜相津花桃の里（みちのえき てんりゅうそうづはなもものさと）は、静岡県浜松市天竜区にある国道152号の道の駅である。

## 主な施設
- 駐車場
  - 普通車：47台
  - 大型車：2台
  - 身障者用 : 1台
- トイレ
  - 男：大 7器（2器）、小 10器（3器）
  - 女：9器（4器）
  - 身障者用：1器（1器）

※（）内は24時間使用可能
- 公衆電話
- 食堂
- 売店
- 情報コーナー

## 休館日
- 毎週火曜日

## アクセス
- 国道152号 - 登録路線

## 周辺
- 船明ダム

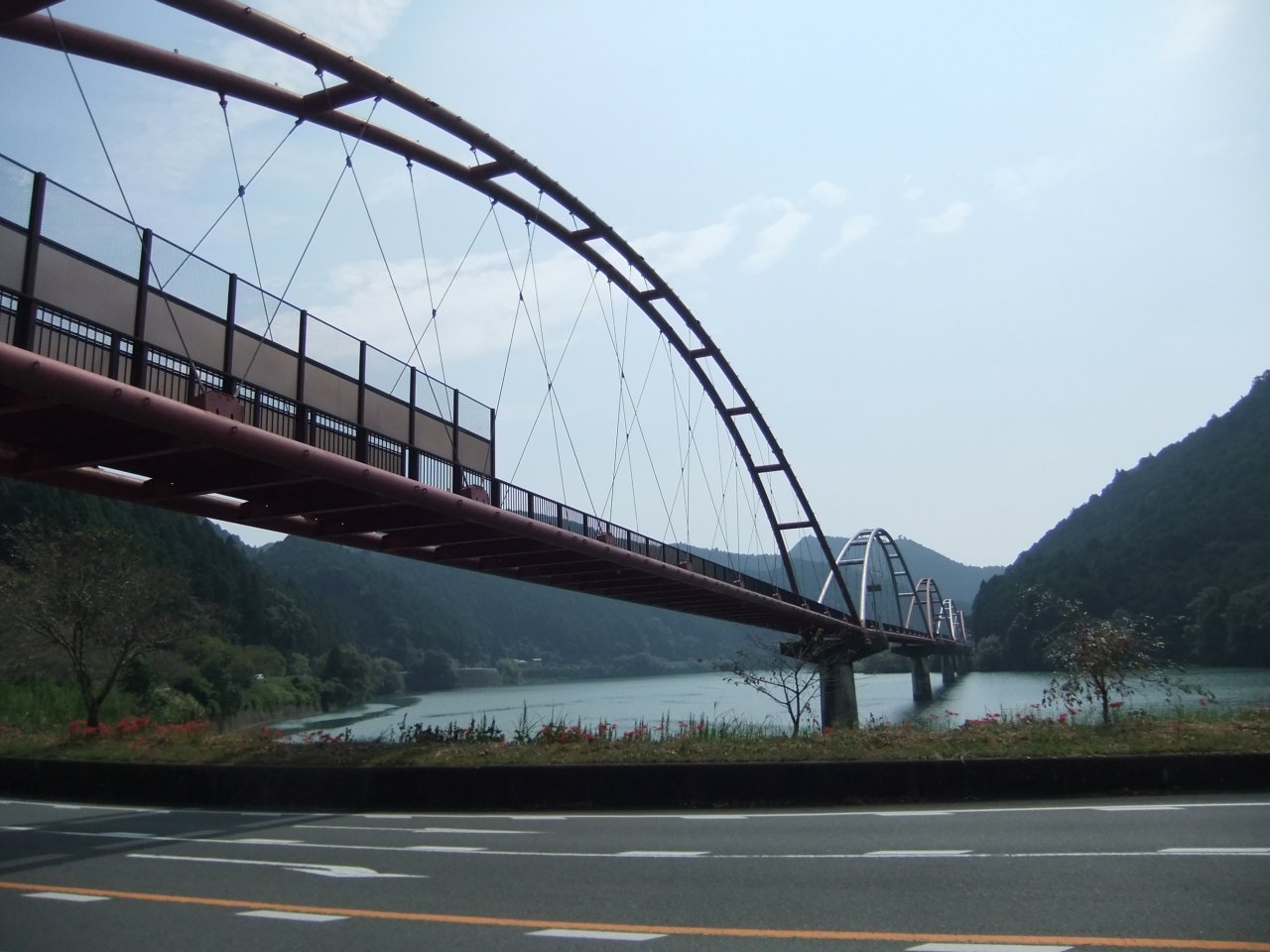
夢のかけ橋

- 夢のかけ橋 - 船明ダム湖上に架かる国鉄佐久間線（未成線）第二天竜川橋梁の橋脚を再利用した歩行者・自転車専用橋
- 天竜相津マリーナ
- 天竜自然体験センター・湖畔の家 - 学生の合宿などにも使われる市営の宿泊研修施設。
- 花桃の里 - 地元民が名所を作ろうと花桃を多数植えている。
- 浜松ワインセラー
- 二俣城址